# 黑海潛航：追擊20億
《黑海潛航：追擊20億》（英語：Black Sea）是一部2014年由凱文·麥克唐納執導，裘德·洛、康斯坦丁·卡班斯基、史考特·麥奈利、班·曼德森联合主演的海底探险灵异片。叙述一艘1945年二战末時期的德國潜舰撤退失败沉在黑海底，因潜舰裡裝有百萬黃金，吸引一些集团势力出資讓羅賓遜與其船員出海尋找潛艇所在。隨著船員為黃金的分配產生了紛爭，每個人開始各懷鬼胎而引發難以收拾的局面。

## 劇情
德国纳粹潜艇在1945年初春，搬運大量俄国金磚回德国，卻半途沈於黑海，船員多已逃亡或逝於艇上。主角被公司無故解雇，機緣巧合下在酒吧得知尋鑊金磚一事，便在富豪支助下開始組織一半英國人一半俄羅斯人的潛水艇團隊，誰知各人暗懷鬼胎，危機即將爆發於深海之間，而舊式潛水艇必需以九人以上合力駕馭，主角在救生和金磚之間被迫作出決定，期間成員人數不斷下降，最後潛水艇再一次因內部零件爆炸而下降至海床，在無可選擇下決定拿出三件備用救生衣，分別交給年輕英國人和最後一名俄羅斯人，自我犧牲下為他們彈射出潛水艇，而最後更放了兒子的照片和金磚進去最後一件救生衣，彈出海面以供兩人使用，最終只有兩人生還

## 演員
| 演員                                   | 角色                        | 備註         |
| 祖迪·羅 Jude Law                       | 羅賓遜船長 Captain Robinson |              |
| 史考特·麥奈利 Scoot McNairy            | 丹尼爾斯 Daniels            |              |
| 康斯坦丁·卡班斯基 Konstantin Khabensky | 布雷基 Daniels              |              |
| 鮑比・薛菲爾德 Bobby Schofield         | 托賓 Tobin                  |              |
| 班·曼德森 Ben Mendelsohn               | 佛雷瑟 Fraser               |              |
| 大衛·斯瑞佛 David Threlfall            | Peters                      |              |
| 朱迪·惠特克 Jodie Whittaker            | 克莉希 Chrissy              | 洛賓遜的前妻 |